# Bárbara Paz
Bárbara Raquel Paz (Campo Bom, 17 de outubro de 1974) é uma atriz, diretora e produtora brasileira. Iniciou sua carreira de atriz no teatro, e tornou-se mais conhecida por seus papéis como mulheres complexas e emocionalmente instáveis na televisão. Paz é ganhadora de vários prêmios, incluindo quatro Grandes Otelo, dois Prêmios Guarani e um Kikito do Festival de Gramado, além de ter recebido indicações para um APCA, dois Prêmios Qualidade Brasil, um APTR e um Prêmio Shell.
Paz fez sua estreia profissional na peça Memórias da Infância (1997), mas ganhou maior notoriedade em uma montagem de O Gato de Botas (1999). Desde então, possui uma prolífica carreira nos palcos, destacando-se em produções elogiadas pela crítica, como em A Importância de Ser Fiel (2002), Vestir o Pai (2003), Madame de Sade (2005), Às Favas com os Escrúpulos (2008), Hell (2010), Vênus em Visom (2014), pela qual foi indicada ao Prêmio APTR e Shell, e Gata em Telhado de Zinco Quente (2016),  pela qual foi indicada ao Prêmio APCA e Qualidade Brasil.
Na televisão, sua estreia foi no programa Ô... Coitado! (2000), no SBT, e ganhou repercussão ao vencer o reality show Casa dos Artistas (2001). Em telenovelas, fez sua estreia como protagonista-título em Marisol (2002) e teve papéis importantes em Cristal (2006) e Maria Esperança (2007), novamente como papel-título. Mas foi em Viver a Vida (2009) que ganhou aclamação da crítica como uma jovem alcoólatra. Destacou-se ainda em Morde & Assopra (2011), Amor à Vida (2013), A Regra do Jogo (2015), O Outro Lado do Paraíso (2017) e Além da Ilusão (2022).
No cinema, sua estreia foi no curta-metragem De Cara Limpa (2000). Em seguida, fez algumas participações menores até ser premiada no Festival de Gramado como Melhor Atriz pelo curta Produto Descartável (2003). Paz é reconhecida pela versatilidade, tendo atuado nos mais diversos gêneros, com destaque em Manual Para Atropelar Cachorro (2005), Gata Velha Ainda Mia(2013), Meu Amigo Hindu (2016), Por que Você Não Chora? (2021) e A Porta ao Lado (2023). Consagrou-se como diretora com seu premiado documentário Babenco – Alguém tem que ouvir o coração e dizer: Parou (2019), escolhido para representar o Brasil no Oscar de melhor filme internacional em 2020.

## Biografia

### Infância e adolescência

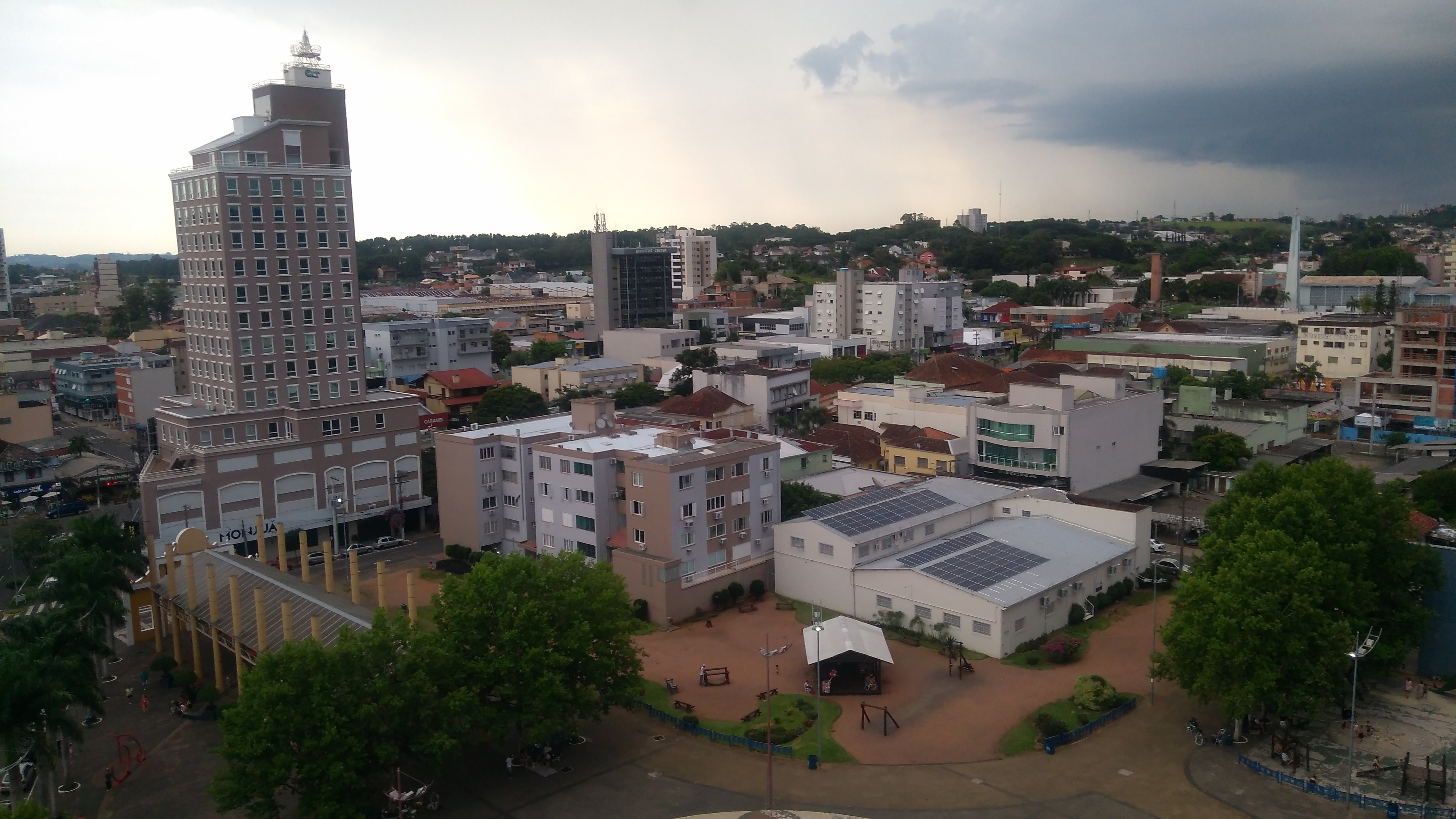
Visão panorâmica de Campo Bom, cidade natal de Bárbara Paz

Bárbara Raquel Paz nasceu em 17 de outubro de 1974 em Campo Bom, na Região Metropolitana de Porto Alegre. Caçula de quatro irmãs, aos seis anos perdeu o pai, que era político na cidade. Sua mãe teve sequelas depois do parto de Bárbara e morreu depois de dezessete anos fazendo hemodiálise. Aos nove anos, Bárbara começou a trabalhar, pois a morte do pai fez com que a família passasse a ter dificuldades financeiras. Começou a pintar esculturas de gesso e vender na praça da cidade, para ajudar na compra dos medicamentos para a mãe. Adolescente, decidiu ter sua carteira de trabalho e começou a trabalhar em uma fábrica de calçados, onde permaneceu por dois meses. Voltou a estudar pela manhã e trabalhar à tarde, desta vez em uma butique, onde ficou por dois anos. Depois ingressou em uma agência de publicidade, onde fez os primeiros trabalhos como modelo.
Após a morte da mãe em maio de 1992, Bárbara se viu sozinha. Só moravam ela e a mãe na pequena casa, pois suas irmãs já haviam se casado. Sofrendo com as memórias pela residência, não queria ficar ali sozinha, e na sua cidade não havia perspectivas de um bom futuro. No mês seguinte, pegou o dinheiro guardado que tinha, e foi morar em São Paulo, com algumas amigas, dispostas a dividir um aluguel de um apartamento, e tentar carreira de modelo ou atriz. Logo que chegou à cidade, conseguiu emprego de secretária em uma universidade e foi fazer um curso de atriz na Escola de Teatro Macunaíma. Procurando emprego na área de moda, conseguiu, após passar nos testes de fotografia e desfile, que as agências lhe dessem algumas colocações, e desfilou para revistas, participou de editoriais de moda e feiras de exposição.

### Acidente e retomada
Em dezembro do mesmo ano, seis meses depois de chegar à capital paulista, viajou para o sul para passar as festas de final de ano. No dia de Natal, Bárbara e algumas amigas sofreram um grave acidente de carro, depois de terem bebido. Bateram em uma árvore logo depois de saírem da casa onde estavam reunidas. Ela teve um grande trauma facial e que precisou de uma sutura de 400 pontos. Depois voltou a São Paulo mas, com as cicatrizes deixadas pelo acidente, abandonou a carreira de modelo e trancou-se em casa. Depois de recuperada, retomaria a carreira. Decidiu então estudar teatro, no Centro de Pesquisa Teatral de Antunes Filho e de lá ingressou no grupo Parlapatões.
Em 2013, após 21 anos anos usando maquiagens corretivas e fazendo tratamento com cremes e filtros solares, a atriz se submeteu a uma cirurgia plástica completa, pois só nesta época seu rosto estava preparado para tamanha intervenção, atingindo um bom êxito no resultado final.

## Carreira

### 1997—07: Formação artística e início na televisão
Na década de 1990, após superar o trauma do acidente de carro, retomou sua carreira artística e decidiu ingressar em cursos de artes cênicas. Bárbara formou-se pela Escola de Teatro Macunaíma e pelo Centro de Pesquisa Teatral (CPT), do dramaturgo Antunes Filho. Desde então, começou a ensaiar algumas peças e fez sua estreia profissional como atriz no espetáculo Memórias de Infância, sob a direção de Beth Lopes. O ano de 1999 foi muito prolífico para Bárbara no teatro. A atriz participou de sete produções, desempenhando papéis importantes em Romeu e Julieta e Suas Facetas, de Geraldine Quaglia, uma montagem de O Gato de Botas, na qual foi dirigida por Paolino Raffanti, protagonizando Os Mané ao lado de Hugo Possolo e Raul Barretto, Água Fora da Bacia, Mistérios Gulosos, Poemas Fesceninos, ambas com Possolo, e Grogue, na direção de Débora Dubois.
Em 2000, Paz fez sua estreia na televisão participando de um episódio "Dom Juan" da série de comédia Ô... Coitado!, estrelada por Gorete Milagres no SBT. Neste ano, ainda, desempenhou quatro papéis na peça Farsa Quixotesca, mais uma colaboração com Hugo Possolo, onde interpreta simultaneamente "Dulcinéia", o "Rapaz das Ovelhas", "Maritornes" e "Dorotéia". Em outubro de 2000, volta a ser dirigida por Possolo na peça Um Chopes, Dois Pastel e Uma Porção de Bobagem. Em 2001, foi aprovada em um teste para realizar uma participação especial na novela As Filhas da Mãe, de Sílvio de Abreu, onde interpretou "Caroline", uma namorada do personagem "Ricardo", interpretado por Reynaldo Gianecchini. Ainda na TV Globo, apareceu no episódio "Amor, Esse Jogo Perigoso" da terceira temporada do seriado Sandy & Júnior, como "Didi Angel",  apresentadora do fictício programa Prova Total. Em outubro, atuou na série infantil Acampamento Legal, da RecordTV, numa participação como a "Guardiã do Portal".
Também em 2001, participou da primeira edição do reality show Casa dos Artistas, do SBT, tendo sido a vencedora e recebido um prêmio de 300 mil reais. A participação no programa mudou sua vida e lhe deu estabilidade financeira. Após sua participação no reality, retomou sua carreira de atriz, participando de vários trabalhos, na televisão e no cinema. Recém saída da Casa dos Artistas, foi convidada para protagonizar a novela Marisol, produção realizada em parceria entre o SBT e a Televisa. Na trama, ela deu vida à "Marisol", uma moça simples e de bom caráter que enfrenta as dificuldades da vida sem perder a doçura. Sua personagem carrega um trauma de ter sofrido um acidente que lhe causou uma cicatriz no rosto (situação semelhante a de Bárbara) Ela vive em um cortiço com sua mãe, Sofia (Miriam Lins), e namora o explorador "Mário" (Alexandre Frota), conformando-se com a situação por achar que ninguém vai lhe querer devido a cicatriz que carrega no rosto. Para sobreviver, ela vende flores na rua. Sua vida se transforma ao conhecer o herdeiro "Rodrigo" (Carlos Casagrande), por quem se apaixona e enfrenta sua família rica para viver o amor.
Ainda em 2002, retoma seus projetos no cinema. Gravou uma participação no na comédia Seja o Que Deus Quiser! (2002), como "Tati", atuando com Débora Lamm e Caio Junqueira, e interpretou uma policial no polêmico drama juvenil Cama de Gato (2002), estrelado por Caio Blat. No entanto, foi no curta-metragem Produto Descartável que ela recebeu elogios da crítica, sendo eleita Melhor Atriz de Curta-metragem pelo festejado Festival de Cinema de Gramado, no Rio Grande do Sul. Neste ano, estrelou a peça As Viúvas, de Sandra Corveloni, e entrou para a companhia teatral Grupo TAPA, sob a direção de Eduardo Tolentino, onde ganhou o público e a crítica com sua performance em A Importância de Ser Fiel, de Oscar Wilde. Trabalhou com o Grupo Parlapatões fazendo teatro de rua e circo.
Em 2003, atua no filme infantil O Martelo de Vulcano, do universo da Ilha Rá-Tim-Bum, como "Polca", e esteve no curta-metragem Vinte e Cinco. Neste ano, teve um grande passo na sua carreira teatral atuando em Vestir o Pai, peça em que foi dirigida pelo renomado Paulo Autran e atuou com Karin Rodrigues, substituindo a atriz Leona Cavalli. Em 2004, foi destaque nas peças A Quarta Irmã, Arsênico e Alfazema, com Ana Lúcia Torre, e A Babá. Também seguiu realizando participações em curtas-metragens, como Amigo Secreto e Sexo e a Metrópole. Em 2005, atuou no premiado filme Manual Para Atropelar Cachorro, de Rafael Primot, onde esteve ao lado de Zezé Polessa e Ary França. Por esse trabalho, recebeu seu segundo prêmio como atriz, dessa vez pelo Festival de Cinema de Vitória. Neste ano, volta à televisão no seriado A Diarista, da TV Globo.

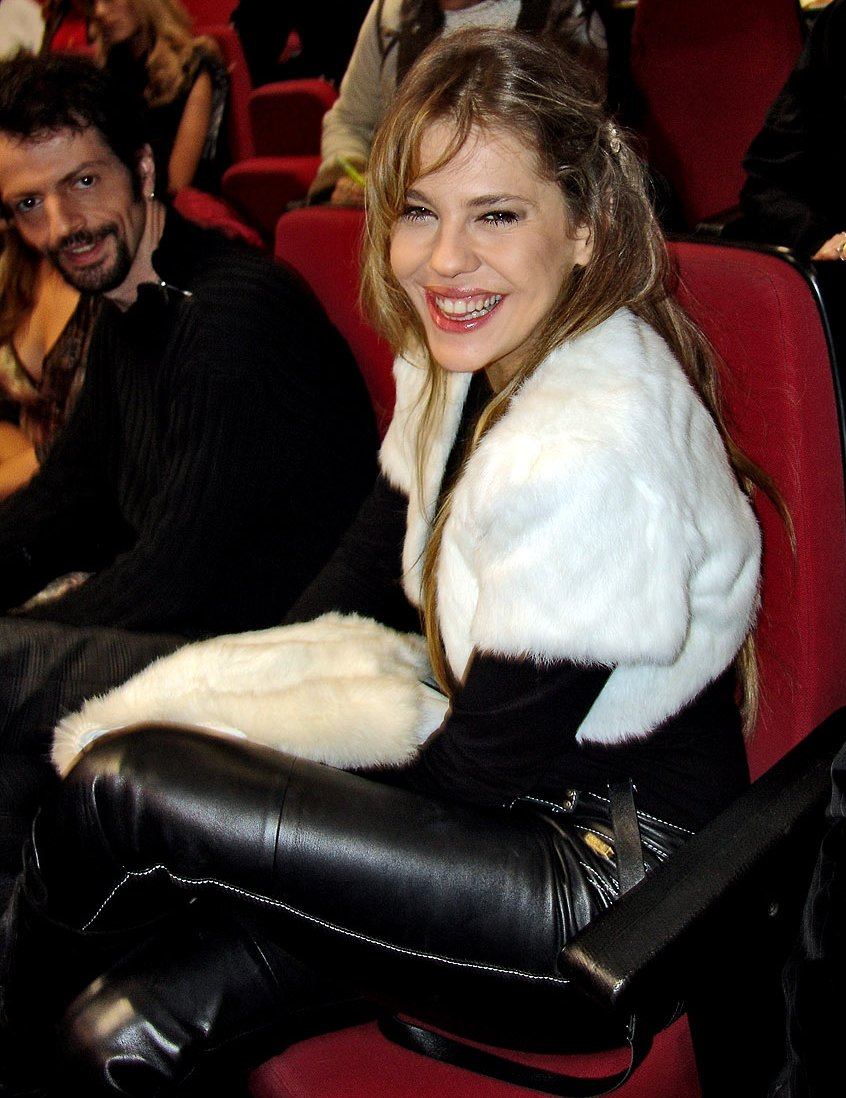
Bárbara em 2006.

Em 2006, foi convida para o elenco da novela Cristal, voltando para o SBT. Na trama, interpreta a cômica e fogosa "Inocência Pérez", uma das amigas que dividem apartamento com a protagonista "Cristal" (Bianca Castanho). Assim que terminou as gravações da novela, estrelou o espetáculo Contos de Sedução, de J.E Amacker, que é baseado em contos de Guy de Maupassant. O espetáculo aborda os encontros e desencontros amorosos na sociedade francesa, explorando situações que se estendem das classes populares à alta aristocracia.
Em 2007, volta ao posto de protagonista na novela Maria Esperança, versão brasileira do SBT da produção mexicana María Mercedes, estrelada por Thalía. Na trama, Paz interpreta "Maria Esperança", uma jovem pobre que sustenta sua família sozinha vendendo flores e bilhetes nas ruas. Após sua mãe abandonar a família para viver nos Estados Unidos, ela vive com seu pai alcoólatra e seus três irmãos. Nas ruas, ela conhece um homem rico que está prestes a morrer, o qual é amargurado com sua família e resolve se casar com "Maria" para deixar sua herança para ela. Agora, ela precisa enfrentar os desafios de viver com a família ambiciosa do falecido. Em 2008, participa da série Alice, da HBO, no episódio "Queda Livre". Também em 2008, estrelou Às Favas com os Escrúpulos, comédia escrita por Jô Soares, ao lado de Bibi Ferreira e Juca de Oliveira.

### 2009—18: Estreia na TV Globo e consagração artística
Em 2009, teve a oportunidade atuar em uma produção de destaque na TV Globo, a novela Viver a Vida, escrita por Manoel Carlos e exibida no horário nobre da emissora. Na trama, chamou atenção ao interpretar "Renata", uma jovem que sofria de anorexia alcoólica. Sua complexa performance na produção a levou a conquistar definitivamente seu lugar de destaque entre as atrizes de sua geração, e Bárbara recebeu indicações como Melhor Atriz Coadjuvante no Prêmio Qualidade Brasil e Prêmio Contigo! de TV, além de ser nomeada a Atriz Revelação no Melhores do Ano. Com o destaque da personagem, a atriz assinou contrato com a emissora e passou a ser recorrente em diversas produções na mesma, consolidando-se como uma atriz de forte carga dramática e tornando-se conhecida por desempenhar papéis de mulheres complexas e emocionalmente instáveis.

Em 2010, foi dirigida por Hector Babenco em Hell, adaptação de Babenco e Marco Antônio Braz para os palcos do best-seller Hell Paris, da francesa Lolita Pille. Sua performance marcante na peça foi alvo de elogios de público e crítica e lhe garantiu o Prêmio Quem de Melhor Atriz de Teatro de 2011. Bárbara também dirigiu e produziu dois programas no Canal Brasil de sua autoria: Curta São Paulo e Curta Na Estrada, ambos sobre curta-metragem brasileiro. Neste período, ela fez diversas participações como atriz em curtas metragens, com destaque em O Papel das Dobras (2007), Quarto 38 (2008), 3.33 (2009) e Quinta das Janelas (2012).

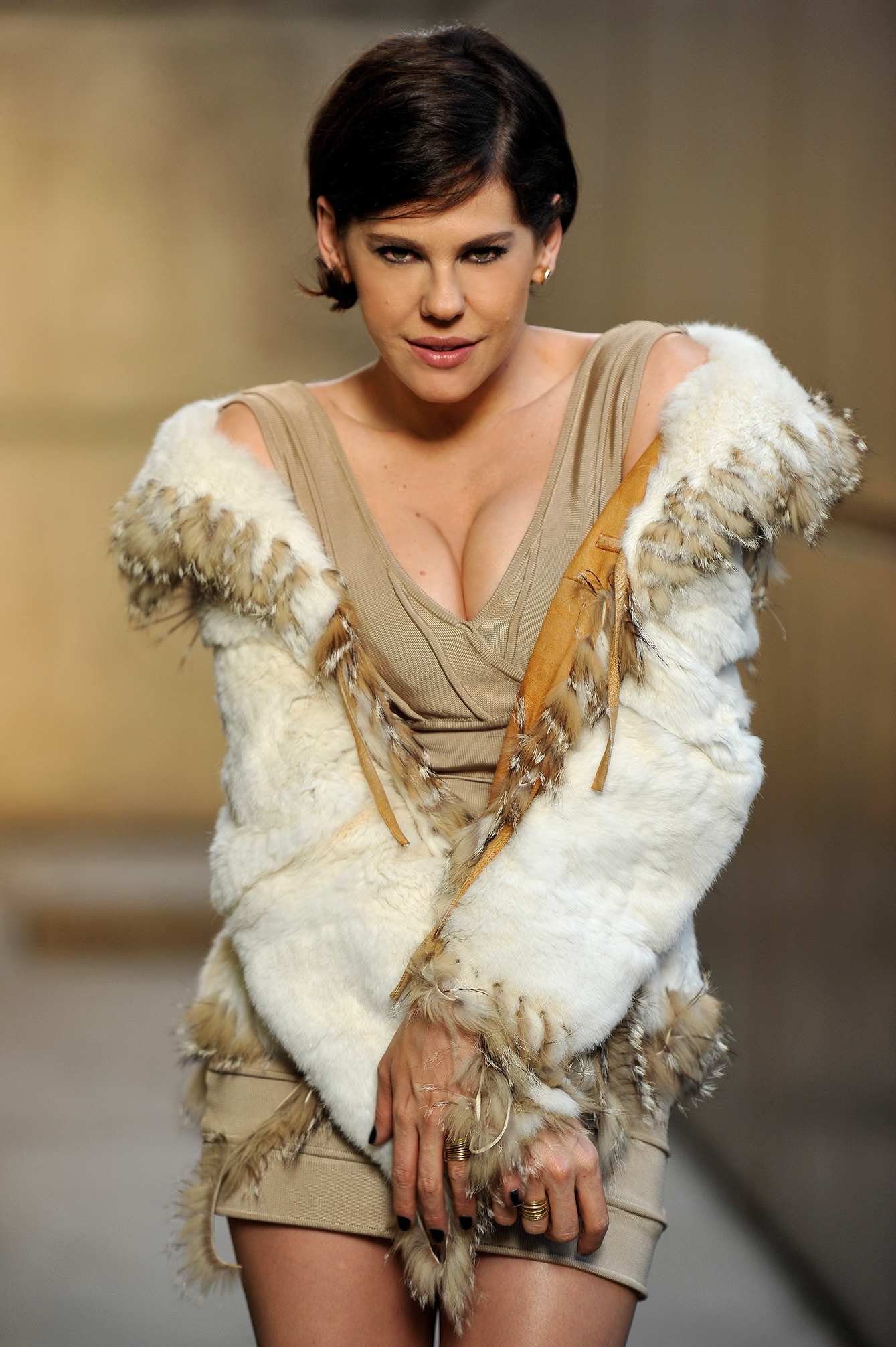
Bárbara Paz em 2011 durante desfile de moda.

Em 2011, viveu sua primeira antagonista em Morde & Assopra, de Walcyr Carrasco. Na trama, sua personagem é a paleontóloga invejosa "Virgínia", assistente da protagonista "Júlia" (Adriana Esteves), que não se interessa pelos ossos de dinossauros encontrados pela sua equipe de trabalho. Seu interesse é traficá-los para o mercado internacional visando lucro, tendo o noivo de "Júlia" como seu aliado. Em Preciosa, fictícia cidade em que se passa a trama, "Virgínia" acaba seduzindo e iniciando um caso com o prefeito "Isaías" (Ary Fontoura), e passa a usar o romance secreto dos dois para chantageá-lo e conseguir muitas vantagens. Concomitantemente, desenvolveu outras temporadas de Hell nos teatros, ficando em cartaz até 2014. Em 2012, participa do quadro Dança dos Famosos, no Domingão do Faustão. Em 2013, pela sua trajetória como atriz, recebeu do Ministério da Cultura a Medalha Cavaleiro, honra ao Mérito Cultural do Ministério.
Em 2013, vive um dos grandes momentos de sua carreira ao interpretar a amargurada "Edith" na novela Amor à Vida, novamente em parceria com Walcyr Carrasco. Sua personagem é a proprietária de uma butique e é casada com o vilão "Félix" (Mateus Solano). Ela suspeita das preferências sexuais do marido, mas não quer de maneira alguma perdê-lo, nem abrir mão do estilo de vida luxuoso proporcionado pela família Khoury. Inicialmente, ela é a principal aliada de Félix. Ela guarda um segredo do passado: um relacionamento secreto que teve com o sogro "César" (Antônio Fagundes), o qual levou ao seu casamento com Félix. Neste ano ainda, no cinema, pôde ser vista em uma participação especial na comédia Se Puder... Dirija!, de Paulo Fontenelle, e protagonizando com Regina Duarte o suspense dramático Gata Velha Ainda Mia, de Rafael Primot, interpretando a jornalista "Carol" que consegue uma entrevista com uma escritora de sucesso que vive reclusa em seu apartamento. O filme acompanha a interação das duas atrizes em um único ambiente.
Em 2014, na televisão, Bárbara dedicou-se a fazer participações especiais em seriados da TV Globo: em O Caçador, estrelada por Cauã Reymond, interpretou "Taís"; esteve em um episódio da série A Mulher da Sua Vida, série que tem Marcelo Serrado como protagonista, onde interpretou a pragmática "Helena"; e, por fim, esteve na série de suspense Dupla Identidade, interpretando a depressiva "Ana", uma das vítimas do psicopata "Edu", interpretado por Bruno Gagliasso. No mesmo ano, esteve em cartaz com uma comédia da Broadway, Vênus em Visom, de David Ives, também com direção de Babenco, pela qual recebeu uma indicação a Melhor Atriz pelo Prêmio Shell e Prêmio APTR. Ainda em 2014, foi dirigida por Dan Stulbach na peça A Toca do Coelho, mais uma produção da Broadway, com Reynaldo Gianecchini, Neusa Maria Faro, Simone Zucato e Felipe Hintze, sendo esta uma montagem inédita do texto no Brasil. A peça fala sobre perda, culpa, dor e também superação, recomeço e perdão.

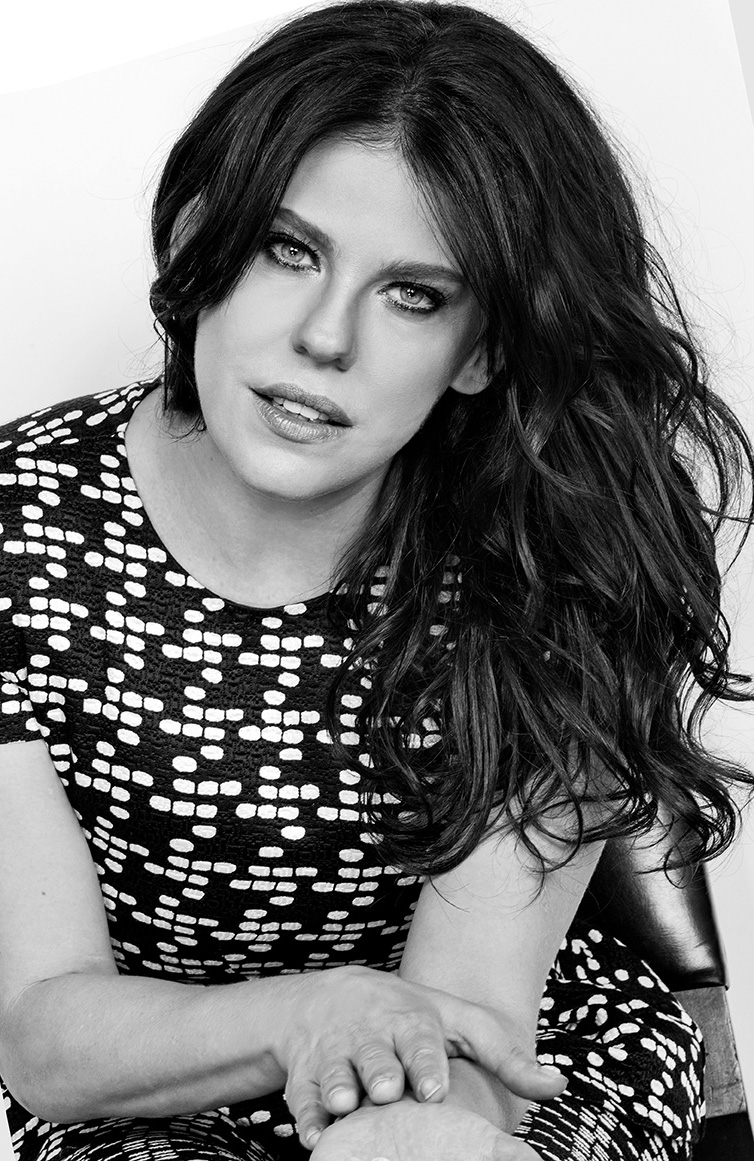
Paz em ensaio fotográfico.

Em 2015, destacou-se ao interpretar a bipolar "Nelita Stewart" em A Regra do Jogo, novela de João Emanuel Carneiro. Na trama, sua personagem é uma mulher eufórica e capaz de atitudes imprevisíveis. De uma família milionária, ela é uma das filhas de "Nora" (Renata Sorrah) e do vilão "Gibson" (José de Abreu) e se torna alvo do oportunista "Orlando" (Eduardo Moscovis)  em seu plano de se infiltrar na família Stewart. Em 2016, torna-se apresentadora do programa A Arte do Encontro, substituindo Tony Ramos, no Canal Brasil, e atua no filme dramático Meu Amigo Hindu, filme de Hector Babenco rodado no Brasil e Estados Unidos com diálogos inteiramente em inglês, onde interpretou "Sofia", uma atriz que vive uma história de amor com o personagem do ator estadunidense Willem Dafoe. Neste mesmo ano, recebe nomeações ao Prêmio APCA e Prêmio Qualidade Brasil por sua performance na peça Gata em Telhado de Zinco Quente, de Tennessee Williams, que conta a história do drama da família Pollitt, que se reúne para comemorar o 65º aniversário do patriarca.
Em 2017, fez parte do elenco da novela O Outro Lado do Paraíso, marcando sua terceira colaboração com o autor Walcyr Carrasco. Na trama, ela interpreta "Jo", uma mulher sofisticada e ambiciosa que finge ser amiga de "Beth" (Glória Pires), mas que na verdade é parceira de "Natanael" (Juca de Oliveira) em um plano para assassinar "Beth". Com o sumiço de "Beth", ela assume seu lugar como esposa de "Henrique" (Emílio de Mello) e torna-se mãe de "Adriana" (Julia Dalavia), que a vê como uma figura materna. Em 2018, dirigiu o curta-metragem Conversa com Ele e protagonizou com Everaldo Pontes o espetáculo Heisenberg – A Teoria da Incerteza, uma comédia dramática britânica que utiliza a Física Quântica para narrar a história de amor entre uma mulher na faixa dos 40 anos e um homem de 70.

### 2019—presente: Aclamação da crítica no cinema e trabalhos recentes

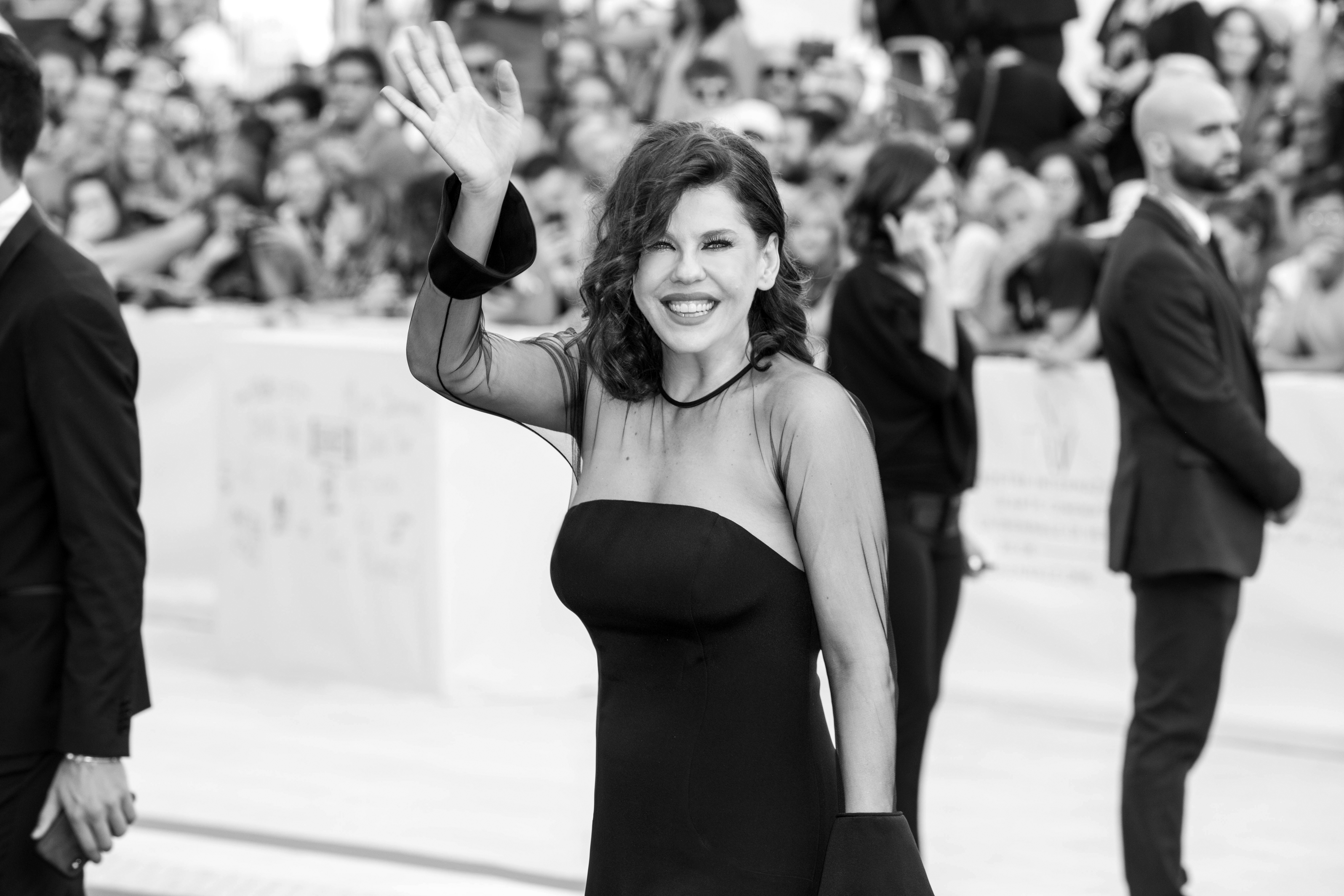
Paz em Veneza, 2019.

Em 2019, recebeu aclamação da crítica especializada ao realizar sua estreia na direção de longa-metragem com seu documentário Babenco – Alguém tem que ouvir o coração e dizer: Parou, que  reúne memórias e reflexões de Héctor Babenco, dos 38 até os 70 anos. O filme percorreu importantes festivais de cinema ao redor do mundo, destacando-se desde a sua estreia no festejado Festival Internacional de Cinema de Veneza, na Itália, onde venceu o prêmio de melhor documentário sobre cinema, Venice Classics, e o prêmio da crítica independente, Bisato D'oro. O filme também arrebatou outros prêmios importantes ao redor do mundo, incluindo melhor documentário no Festival Internacional de Cine de Viña del Mar e Festival Internacional de Cinema de Mumbai. O filme acabou sendo o escolhido pela Academia Brasileira de Cinema, entre dezenove longas brasileiros, para representar o Brasil no Oscar de melhor filme internacional na 93ª edição do prêmio.
Também em 2019, retornou à televisão na série Assédio, que apresenta a trajetória do ex-médico Roger Abdelmassih condenado por delitos de abuso sexual a suas pacientes, interpretado na obra por Antonio Calloni, desempenhando o papel de "Lorena", uma das vítimas de Roger que depõe em seu julgamento. Em 2021, estrelou o filme Por que Você Não Chora?, dirigido por Cibele Amaral, que aborda o tema de saúde mental mostrando a relação entre uma mulher diagnosticada com transtorno de personalidade borderline e sua terapeuta. Por sua atuação no filme, Bárbara recebeu uma indicação da Academia como Melhor Atriz Coadjuvante no Grande Prêmio do Cinema Brasileiro. Em 2022, voltou ao cargo de diretora no curta-metragem Ato, vencedor do Grande Otelo de Melhor Curta-metragem. Protagonizado por Alessandra Maestrini e Eduardo Moreira, o filme aborda que aborda a suspensão e a solidão humana nos tempos atuais.
Também em 2022, volta às novelas, após um período de quatro anos afastada, em Além da Ilusão, novela criada por Alessandra Poggi. Na trama, Bárbara interpreta a grande vilã "Úrsula Alves", uma mulher astuta e gananciosa, responsável por traçar os planos para que seu filho, "Joaquim" (Danilo Mesquita), herde a fortuna da família "Camargo Tapajós". Sua personagem esconde um passado marcado por crimes. Em 2023, volta a atuar no cinema protagonizando o drama A Porta ao Lado, junto com Letícia Colin, Dan Ferreira e Tulio Starling sob a direção de Júlia Rezende. O filme acompanha a dualidade entre o amor monogâmico e poligâmico por meio do convívio de dois casais de vizinhos muito diferentes entre si. Neste ano, também aparece no episódio "Vida" da série Angélica: 50 e Tanto, que celebra a carreira da apresentadora e atriz Angélica.

## Vida pessoal

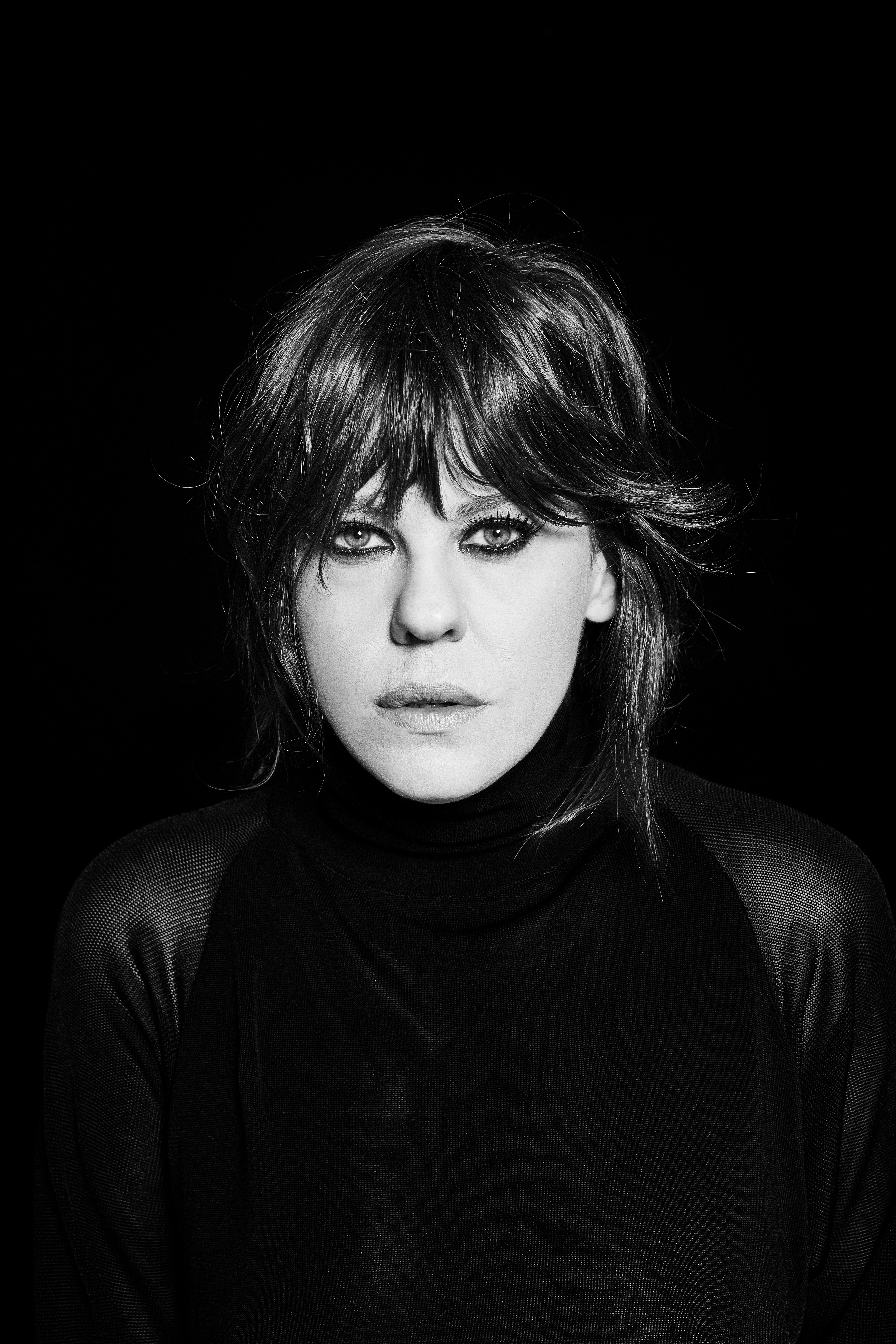
Bárbara Paz em 2019.

Na época que fazia faculdade de jornalismo e trabalhava como secretária, arrumou seu primeiro namorado, e se envolveu com o fotógrafo Marcos Lopes, em 1992. Em 1993 ficaram noivos e foram morar juntos, mas por conta de brigas constantes, a união conjugal terminou em 1995. Em 1996 começou a namorar o ator Raul Barreto, e a relação durou até 2001, terminando devido a desentendimentos. Neste mesmo ano, participou do reality show Casa dos Artistas sendo a grande vencedora, levando o prêmio de R$300 mil reais. No reality, Bárbara derrotou o roqueiro Supla, que ficou em segundo lugar. Os dois se envolveram no reality, e formaram um casal. Eles foram namorados por dois anos, até 2003, quando se separaram, para surpresa do público, pois eles se davam muito bem, estavam noivos e falavam em casamento. O término fora por causa dos ciúmes excessivos de Supla, mas o namoro terminou de forma amigável, e eles se tornaram colegas.
No mesmo ano de 2003, Bárbara conheceu o ator Dalton Vigh e em pouco tempo se tornaram namorados. A relação durou quatro anos, até 2007, e o rompimento da relação ocorreu por conta das diferenças de temperamento. Mesmo separados, mantiveram uma amizade colorida por alguns meses, onde se relacionavam sem compromisso sério, mas com o tempo a aproximação esfriou e se tornaram bons colegas de profissão. Após se separar de Dalton Vigh, começou a namorar o cineasta Hector Babenco. Neste mesmo ano de 2007, no mês de setembro, Bárbara posou nua pela primeira vez, e foi capa da revista Playboy.
Em 2010, Bárbara casou-se pela segunda vez: após quatro anos de namoro, Bárbara e Hector foram morar juntos, mas não quiseram oficializar a união. Após um matrimônio de quatro anos, e de forma amigável, o casamento de Bárbara e Hector chegou ao fim em janeiro de 2014. Bárbara revelou que mesmo separada, a parceria profissional e a amizade continuariam, e que o amor que sente por ele é infindável. Retomaram a união em outubro do mesmo ano, mas ficou viúva em julho de 2016, com a morte do diretor após uma parada cardíaca.
Em janeiro de 2015 seu sobrinho de dezoito anos foi assassinado em Campo Bom, Rio Grande do Sul. O rapaz levou diversos tiros. O mesmo havia se envolvido em briga com um homem mais velho por causa de uma namorada, ex do assassino. A atriz, emocionada, foi às redes sociais pedir justiça.
Em entrevistas revelou que sempre adiou a maternidade pois sempre priorizou sua carreira artística, e também sua independência pessoal e financeira, mas que sempre quis ter mais de um filho, e caso não consiga naturalmente, planeja futuramente adotar uma criança. Em maio de 2021, Bárbara revelou se identificar como uma pessoa não-binária.

## Filmografia

### Televisão
| Ano     | Título                         | Papel                                    | Nota                                      |
| ------- | ------------------------------ | ---------------------------------------- | ----------------------------------------- |
| 2000    | Ô... Coitado!                  | Marta / Glorinha                         | Episódio: "Dom Juan"                      |
| 2001    | As Filhas da Mãe               | Caroline                                 | Episódio: "30 de janeiro"                 |
| 2001    | Sandy & Júnior                 | Didi Angel                               | Episódio: "Amor, Esse Jogo Perigoso"      |
| 2001    | Acampamento Legal              | Guardiã do Portal                        | Episódio: "12 de outubro"                 |
| 2001    | Casa dos Artistas              | Participante                             | Temporada 1                               |
| 2002    | Marisol                        | Marisol Lima do Vale / Verônica Linhares |                                           |
| 2005    | A Diarista                     | Nini Potranca                            | Episódio: "Infeliz Aniversário, Marinete" |
| 2006    | Cristal                        | Inocência Pérez                          |                                           |
| 2007    | Maria Esperança                | Maria Muniz Hurtado Trajano Queiroz      |                                           |
| 2008    | Alice                          | Guiga                                    | Episódio: "Queda Livre"                   |
| 2009    | Unidos do Livramento           | Leontina                                 | Episódio: "Ala Quarta"                    |
| 2009    | Força-Tarefa                   | Laura Barreto                            | Episódio: "Quadrilha de Ladrões de Carga" |
| 2009    | Viver a Vida                   | Renata Ferreira                          |                                           |
| 2010    | As Cariocas                    | Denise                                   | Episódio: "A Vingativa do Méier"          |
| 2011    | Curta na Estrada               | Apresentadora                            | [ 71 ]                                    |
| 2011    | Morde & Assopra                | Virgínia Lolatto                         |                                           |
| 2012    | Dança dos Famosos              | Participante                             | Temporada 9                               |
| 2013    | Amor à Vida                    | Edith Sobral Khoury                      |                                           |
| 2014    | O Caçador                      | Taís                                     | Episódio: "27 de junho"                   |
| 2014    | A Mulher da Sua Vida           | Mulher                                   | Episódio: "10 de agosto"                  |
| 2014    | Dupla Identidade               | Ana                                      | Episódio: "31 de outubro"                 |
| 2015    | Acredita na Peruca             | Luana Capricci                           | Episódio: "Um Dia de Estrela"             |
| 2015    | A Regra do Jogo                | Ana Elisa Barroso Stewart (Nelita)       |                                           |
| 2016–19 | A Arte do Encontro             | Apresentadora                            | [ 76 ]                                    |
| 2017    | Malhação: Pro Dia Nascer Feliz | Stella                                   | Episódios: "11–19 de janeiro"             |
| 2017    | O Outro Lado do Paraíso        | Joana Medeiros (Jô)                      |                                           |
| 2019    | Assédio                        | Lorena                                   | Episódio: "O Julgamento"                  |
| 2022    | Além da Ilusão                 | Úrsula Alves                             |                                           |
| 2023    | Angélica: 50 e Tanto           | Ela mesma                                | Episódio: "Vida"                          |

### Cinema
| Ano  | Título                                                  | Personagem       | Nota                 |
| ---- | ------------------------------------------------------- | ---------------- | -------------------- |
| 2000 | De Cara Limpa                                           | Carol            |                      |
| 2002 | Não Perca a Cabeça                                      | Gostosa          | Curta-metragem       |
| 2002 | Seja o que Deus Quiser!                                 | Tati             |                      |
| 2002 | Cama de Gato                                            | Policial         |                      |
| 2003 | Produto Descartável                                     | Vizinha          | Curta-metragem       |
| 2003 | Ilha Rá-tim-bum: O Martelo de Vulcano                   | Polca            |                      |
| 2003 | Vinte e Cinco                                           | Teresa           | Curta-metragem       |
| 2004 | Amigo Secreto                                           | Sueli            | Curta-metragem       |
| 2004 | Sexo e a Metrópole                                      | Flávia           | Curta-metragem       |
| 2005 | Manual Para Atropelar Cachorro                          | Wanessa          | Curta-metragem       |
| 2005 | Quanto Vale ou É por Quilo?                             |                  |                      |
| 2006 | Minha Obra                                              |                  | como diretora        |
| 2006 | 5 Mentiras                                              | A atriz histéria | Curta-metragem       |
| 2007 | O Papel das Dobras                                      | Prostituta       | Curta-metragem       |
| 2008 | Quarto 38                                               | Luisa            | Curta-metragem       |
| 2009 | 3.33                                                    | Sara             | Curta-metragem       |
| 2012 | Quinta das Janelas                                      | Lalinha          | Curta-metragem       |
| 2013 | Se Puder... Dirija!                                     | Márcia           |                      |
| 2013 | Gata Velha Ainda Mia                                    | Carol            |                      |
| 2015 | Depois de Tudo                                          | Manu             |                      |
| 2016 | Meu Amigo Hindu                                         | Sophia Guerra    |                      |
| 2018 | Conversa com Ele                                        |                  | como diretora        |
| 2019 | Babenco – Alguém tem que ouvir o coração e dizer: Parou | Ela mesma        | também como diretora |
| 2021 | Por que Você Não Chora?                                 | Bárbara          |                      |
| 2022 | Ato                                                     |                  | como diretora        |
| 2023 | A Porta ao Lado                                         | Isis             |                      |
| 2025 | Rua do Pescador nº 6                                    |                  | como diretora        |
| TBA  | Cuddle                                                  |                  | como diretora        |

### Teatro
| Ano     | Titulo                                         | Personagem                                         | Direção             |
| ------- | ---------------------------------------------- | -------------------------------------------------- | ------------------- |
| 1997    | Memórias da Infância                           |                                                    | Beth Lopes          |
| 1999    | O Gato de Botas                                |                                                    | Paulino Rafanti     |
| 1999    | Romeu e Julieta e Suas Facetas                 | Julieta                                            | Geraldine Quaglia   |
| 1999    | Grogue                                         |                                                    | Debora Dubois       |
| 1999    | Poemas Fesceninos                              |                                                    | Hugo Possolo        |
| 1999    | Mistérios Gulosos                              |                                                    | Hugo Possolo        |
| 2000    | Um Chopes, Dois Pastel e Uma Porção de Bobagem |                                                    | Hugo Possolo        |
| 2000    | Água Fora da Bacia                             |                                                    | Hugo Possolo        |
| 2000    | Os Mané                                        |                                                    | Hugo Possolo        |
| 2001    | Projeto Pantagruel                             |                                                    | Hugo Possolo        |
| 2001    | Farsa Quixotesca                               | Dulcinéia/ Rapaz das Ovelhas/ Maritornes/ Dorotéia | Hugo Possolo        |
| 2002    | Suburbia                                       |                                                    | Franscisco Medeiros |
| 2002    | As Viúvas                                      |                                                    | Sandra Corveloni    |
| 2002–05 | A Importância de Ser Fiel                      |                                                    | Eduardo Tolentino   |
| 2003    | Vestir o Pai                                   | Regina                                             | Paulo Autran        |
| 2004    | A Quarta Irmã                                  |                                                    | Eduardo Tolentino   |
| 2004    | A Babá                                         | Ângela                                             | Bibi Ferreira       |
| 2004    | Arsênico e Alfazema                            |                                                    | Alexandre Reinecke  |
| 2005    | Madame de Sade                                 | Marquesa de Sade                                   | Roberto Lage        |
| 2005    | Os Sete Gatinhos                               | Aurora                                             | Alexandre Reinecke  |
| 2006    | Contos de Sedução                              |                                                    | Eduardo Tolentino   |
| 2006    | A Gata Borralheira                             |                                                    | Débora Dubois       |
| 2007    | Felizes para Sempre                            |                                                    | Mário Bortoloto     |
| 2008    | Às Favas com os Escrúpulos                     | Brenda                                             | Jô Soares           |
| 2010–14 | Hell                                           | Hell                                               | Hector Babenco      |
| 2014    | Vênus em Visom                                 | Vanda Jourdain                                     | Hector Babenco      |
| 2014    | A Toca do Coelho                               | Beca                                               | Dan Stulbach        |
| 2016    | Gata em Telhado de Zinco Quente                | Maggie Polliti                                     | Eduardo Tolentino   |
| 2018    | Heisenberg – A Teoria da Incerteza             |                                                    | Guilherme Piva      |

## Discografia
| Título            | Ano  | Melhores posições | Álbum           |
| Título            | Ano  | BRA               | Álbum           |
| ----------------- | ---- | ----------------- | --------------- |
| "Maria Esperança" | 2007 |                   | Maria Esperança |

## Prêmios e indicações
| Ano  | Associações                                          | Categoria                                        | Nomeações                                               | Resultado | Ref.    |
| ---- | ---------------------------------------------------- | ------------------------------------------------ | ------------------------------------------------------- | --------- | ------- |
| 2003 | Festival de Cinema de Gramado                        | Melhor Atriz – Curtas e Médias Metragens em 16MM | Produto Descartável                                     | Venceu    | [ 90 ]  |
| 2006 | Festival de Cinema de Vitória                        | Melhor Atriz em Curta-metragem                   | Manual para Atropelar Cachorro                          | Venceu    |         |
| 2009 | Melhores do Ano                                      | Melhor Atriz Revelação                           | Viver a Vida                                            | Indicado  |         |
| 2010 | Prêmio Contigo! de TV                                | Melhor Atriz Coadjuvante                         | Viver a Vida                                            | Indicado  | [ 91 ]  |
| 2010 | Prêmio Arte Qualidade Brasil                         | Melhor Atriz Coadjuvante                         | Viver a Vida                                            | Indicado  | [ 92 ]  |
| 2011 | Prêmio Quem de Teatro                                | Melhor Atriz em Peça de Teatro                   | Hell                                                    | Venceu    |         |
| 2013 | Ordem do Mérito Cultural                             | Classe Cavaleiro                                 | Ela mesma                                               | Venceu    |         |
| 2014 | Prêmio Quem de Televisão                             | Melhor Atriz Coadjuvante                         | Amor à Vida                                             | Indicado  |         |
| 2014 | Prêmio Shell                                         | Melhor Atriz                                     | Vênus em Visom                                          | Indicado  | [ 93 ]  |
| 2014 | Prêmio APTR de Teatro                                | Melhor Atriz Protagonista                        | Vênus em Visom                                          | Indicado  | [ 94 ]  |
| 2016 | Prêmio Arte Qualidade Brasil                         | Melhor Atriz – Drama                             | Gata em Telhado de Zinco Quente                         | Indicado  | [ 95 ]  |
| 2016 | Prêmio APCA                                          | Melhor Atriz em Teatro                           | Gata em Telhado de Zinco Quente                         | Indicado  | [ 96 ]  |
| 2019 | Festival Internacional de Cinema de Veneza           | Best Documentary on Cinema                       | Babenco - Alguém Tem que Ouvir o Coração e Dizer: Parou | Venceu    | [ 97 ]  |
| 2019 | Cairo International Film Festival                    | Panorama Internacional                           | Babenco - Alguém Tem que Ouvir o Coração e Dizer: Parou | Indicado  |         |
| 2019 | Festival do Rio                                      | Melhor Documentário                              | Babenco - Alguém Tem que Ouvir o Coração e Dizer: Parou | Indicado  |         |
| 2019 | Mostra Internacional de Cinema de São Paulo          | Mostra Especial                                  | Babenco - Alguém Tem que Ouvir o Coração e Dizer: Parou | Indicado  |         |
| 2020 | Buenos Aires International Documentary Festival      | Foco Cine                                        | Babenco - Alguém Tem que Ouvir o Coração e Dizer: Parou | Indicado  |         |
| 2020 | Calgary International Film Festival                  | Melhor Documentário Internacional                | Babenco - Alguém Tem que Ouvir o Coração e Dizer: Parou | Indicado  |         |
| 2020 | FESTin Lisboa                                        | Melhor Filme                                     | Babenco - Alguém Tem que Ouvir o Coração e Dizer: Parou | Indicado  |         |
| 2020 | Festival Internacional de Cinema de Mumbai           | Melhor Documentário                              | Babenco - Alguém Tem que Ouvir o Coração e Dizer: Parou | Venceu    |         |
| 2020 | Festival Internacional de Cine de Viña del Mar       | Melhor Filme Documentário                        | Babenco - Alguém Tem que Ouvir o Coração e Dizer: Parou | Venceu    |         |
| 2020 | Festival Internacional de Documentários de West Lake | Menção especial                                  | Babenco - Alguém Tem que Ouvir o Coração e Dizer: Parou | Venceu    |         |
| 2020 | Guangzhou International Documentary Film Festival    | Melhor Documentário                              | Babenco - Alguém Tem que Ouvir o Coração e Dizer: Parou | Venceu    |         |
| 2020 | Guangzhou International Documentary Film Festival    | Melhor Direção de Documentário                   | Babenco - Alguém Tem que Ouvir o Coração e Dizer: Parou | Indicado  |         |
| 2020 | Jeonju Film Festival                                 | Melhor Filme (voto público)                      | Babenco - Alguém Tem que Ouvir o Coração e Dizer: Parou | Indicado  |         |
| 2020 | Munich International Documentary Festival            | Melhor Filme Internacional                       | Babenco - Alguém Tem que Ouvir o Coração e Dizer: Parou | Indicado  |         |
| 2020 | Mostra Nyon Visions du Réel                          | Melhor Filme do Público                          | Babenco - Alguém Tem que Ouvir o Coração e Dizer: Parou | Indicado  |         |
| 2020 | Festival de Cinema de Gramado                        | Melhor Atriz                                     | Por que Você Não Chora?                                 | Indicado  |         |
| 2021 | Prémio Ariel                                         | Melhor Filme Internacional                       | Babenco - Alguém Tem que Ouvir o Coração e Dizer: Parou | Indicado  |         |
| 2021 | Festival SESC Melhores Filmes                        | Melhor Documentário - Público                    | Babenco - Alguém Tem que Ouvir o Coração e Dizer: Parou | Venceu    |         |
| 2021 | Festival SESC Melhores Filmes                        | Melhor Documentário - Júri                       | Babenco - Alguém Tem que Ouvir o Coração e Dizer: Parou | Venceu    |         |
| 2021 | Grande Prêmio do Cinema Brasileiro                   | Melhor Documentário                              | Babenco - Alguém Tem que Ouvir o Coração e Dizer: Parou | Venceu    | [ 98 ]  |
| 2021 | Grande Prêmio do Cinema Brasileiro                   | Melhor Roteiro Original                          | Babenco - Alguém Tem que Ouvir o Coração e Dizer: Parou | Indicada  | [ 98 ]  |
| 2021 | Grande Prêmio do Cinema Brasileiro                   | Melhor Montagem - Documentário                   | Babenco - Alguém Tem que Ouvir o Coração e Dizer: Parou | Venceu    | [ 98 ]  |
| 2021 | Grande Prêmio do Cinema Brasileiro                   | Melhor Trilha Sonora                             | Babenco - Alguém Tem que Ouvir o Coração e Dizer: Parou | Indicada  | [ 98 ]  |
| 2021 | Grande Prêmio do Cinema Brasileiro                   | Melhor Primeira Direção de Longa-Metragem        | Babenco - Alguém Tem que Ouvir o Coração e Dizer: Parou | Venceu    | [ 98 ]  |
| 2021 | Prêmio Guarani de Cinema Brasileiro                  | Melhor Filme                                     | Babenco - Alguém Tem que Ouvir o Coração e Dizer: Parou | Indicado  | [ 99 ]  |
| 2021 | Prêmio Guarani de Cinema Brasileiro                  | Melhor Direção                                   | Babenco - Alguém Tem que Ouvir o Coração e Dizer: Parou | Indicado  | [ 99 ]  |
| 2021 | Prêmio Guarani de Cinema Brasileiro                  | Melhor Documentário                              | Babenco - Alguém Tem que Ouvir o Coração e Dizer: Parou | Venceu    | [ 99 ]  |
| 2021 | Prêmio Guarani de Cinema Brasileiro                  | Melhor Direção de Fotografia                     | Babenco - Alguém Tem que Ouvir o Coração e Dizer: Parou | Indicado  | [ 99 ]  |
| 2021 | Prêmio Guarani de Cinema Brasileiro                  | Melhor Montagem                                  | Babenco - Alguém Tem que Ouvir o Coração e Dizer: Parou | Venceu    | [ 99 ]  |
| 2022 | Festival Sesc Melhores Filmes                        | Melhor Atriz Nacional                            | Por que Você Não Chora?                                 | Indicado  | [ 100 ] |
| 2022 | Grande Prêmio do Cinema Brasileiro                   | Melhor Atriz Coadjuvante                         | Por que Você Não Chora?                                 | Indicada  | [ 55 ]  |
| 2022 | Grande Prêmio do Cinema Brasileiro                   | Melhor Curta-metragem Ficção                     | Ato                                                     | Venceu    |         |
| 2022 | Inffinito Film Festival                              | Melhor Curta-metragem                            | Ato                                                     | Venceu    | [ 101 ] |
| 2022 | Festival de Gramado                                  | Melhor Atriz Coadjuvante                         | A Porta ao Lado                                         | Indicado  | [ 102 ] |
| 2022 | Melhores do Ano                                      | Atriz Coadjuvante                                | Além da Ilusão                                          | Indicada  | [ 103 ] |
| 2023 | SEC Awards                                           | Melhor Performance em Filme Nacional             | A Porta ao Lado                                         | Pendente  |         |
| 2024 | Festival Sesc Melhores Filmes                        | Melhor Atriz Nacional                            | A Porta ao Lado                                         | Pendente  | [ 105 ] |
| 2024 | Prêmio Grande Otelo                                  | Melhor Atriz de Filme                            | A Porta ao Lado                                         | Indicada  | [ 107 ] |